# Скарантино, Мирко
Мирко Скарантино (итал. Mirco Scarantino; род. 16 января 1995 года, Сан-Катальдо, Италия) — итальянский тяжелоатлет, выступающий в весовой категории до 56 кг, а с 2018 года до 55 кг. Чемпион Европы (2016, 2017, 2019), призёр чемпионатов Европы (2014, 2015, 2018) и мира (2018). Участник летних Олимпийских игр в Лондоне и Рио-де-Жанейро.

## Биография
Мирко Скарантино родился 16 января 1995 года в Сан-Катальдо. Отец Мирко — Джованни Скарантино, чемпион Италии по тяжелой атлетике, участник трёх Олимпиад (1988, 1992 и 1996). Изначально занимался футболом, но в 10 лет увлёкся тяжёлой атлетикой.
Чемпион Европы среди юношей и юниоров (2011, 2012, 2013, 2014 и 2015), призёр юношеских чемпионатов мира (2012, 2014 и 2015).
В 2012 году дебютировал на взрослом уровне. На чемпионате Европы в Анталье стал 9-м в категории до 56 кг.
Участник Олимпийских игр в Лондоне (14-й результат) и Рио-де-Жанейро (7-й результат).
В 2016 году на чемпионате Европы в Фёрде выиграл золото, став первым итальянцем-чемпионом Европы в категории до 56 кг.
В начале ноября 2018 года на чемпионате мира в Ашхабаде, итальянский спортсмен, в весовой категории до 55 кг., завоевал бронзовую медаль по сумме двух упражнений, набрав в итоге 252 кг.
В апреле 2019 года на чемпионате континента в Батуми, в весовой категории до 55 кг., завоевал титул чемпиона, показав общую сумму в двоеборье 261 кг. В упражнение рывок ему не было равных (вес на штанге 116 кг), а вот в толчке неожиданно уступил первую строчку болгарскому атлету Ангелу Русеву проиграв всего один килограмм (вес - 145 кг.).
Проживает в Риме, служит в полиции, выступает за клуб «GS Fiamme Oro».

## Спортивные результаты
| Год  | Соревнование            | Место проведения | Весовая категория | Рывок  | Толчок | Сумма двоеборья | Место |
| 2012 | Чемпионат Европы        | Анталья          | до 56 кг          | 102 кг | 126 кг | 228 кг          | 9     |
| 2012 | Летние Олимпийские игры | Лондон           | до 56 кг          | 97 кг  | 128 кг | 225 кг          | 14    |
| 2013 | Чемпионат Европы        | Тирана           | до 56 кг          | 105 кг | 136 кг | 241 кг          | 5     |
| 2013 | Чемпионат мира          | Вроцлав          | до 56 кг          | 113 кг | 141 кг | 254 кг          | 7     |
| 2014 | Чемпионат Европы        | Тель-Авив        | до 56 кг          | 114 кг | 143 кг | 257 кг          | 2     |
| 2014 | Чемпионат мира          | Алматы           | до 56 кг          | 113 кг | —      | —               | DNF   |
| 2015 | Чемпионат Европы        | Тбилиси          | до 56 кг          | 118 кг | 141 кг | 259 кг          | 3     |
| 2015 | Чемпионат мира          | Хьюстон          | до 56 кг          | 115 кг | 142 кг | 257 кг          | 12    |
| 2016 | Чемпионат Европы        | Фёрде            | до 56 кг          | 120 кг | 144 кг | 264 кг          | 1     |
| 2016 | Летние Олимпийские игры | Рио-де-Жанейро   | до 56 кг          | 115 кг | 149 кг | 264 кг          | 7     |
| 2017 | Чемпионат Европы        | Сплит            | до 56 кг          | 120 кг | 146 кг | 266 кг          | 1     |
| 2017 | Чемпионат мира          | Анахайм          | до 56 кг          | —      | —      | —               | DNF   |
| 2018 | Чемпионат Европы        | Бухарест         | до 56 кг          | 115 кг | 138 кг | 253 кг          | 2     |
| 2018 | Чемпионат мира          | Ашхабад          | до 55 кг          | 113 кг | 139 кг | 252 кг          | 3     |
| 2019 | Чемпионат Европы        | Батуми           | до 55 кг          | 116 кг | 145 кг | 261 кг          | 1     |
| 2019 | Чемпионат мира          | Паттайя          | до 61 кг          | 124 кг | 153 кг | 277 кг          | 13    |